# Stanisław Umiński
Stanisław Umiński herbu Cholewa – kasztelan krzywiński w latach 1722–1726, łowczy wschowski w latach 1699–1722.
Poseł województw poznańskiego i kaliskiego na elekcję 1704 roku.